# مصرف الکل و خواب
مصرف الکل و خواب رابطه‌ای پیچیده دارند. در حالی که الکل ممکن است در ابتدا خواب‌آلودگی را القا کند، اما می‌تواند کیفیت خواب را مختل کرده و در درازمدت اختلالات خواب را تشدید کند. در طول دوره پرهیز، اختلال خواب یکی از بزرگ‌ترین موارد پیش‌بینی شده عود است.

## مصرف متوسط الکل و اختلالات خواب
مصرف متوسط الکل ۳۰ تا ۶۰ دقیقه قبل از خواب باعث اختلالاتی در حفظ خواب و ساختار خواب می‌شود که به واسطه سطح الکل خون ایجاد می‌شود. اختلالات در حفظ خواب بیشتر زمانی مشخص می‌شود که الکل به‌طور کامل از بدن متابولیزه شده باشد. در شرایط مصرف متوسط الکل که سطح الکل خون به‌طور متوسط ۰٫۰۶ تا ۰٫۰۸٪ است و به میزان ۰٫۰۱ تا ۰٫۰۲٪ در هر ساعت کاهش می‌یابد، نرخ پاکسازی الکل ۴ تا ۵ ساعت با اختلالات در حفظ خواب در نیمه دوم یک دوره خواب ۸ ساعته همزمان می‌شود. از نظر ساختار خواب، دوزهای متوسط الکل «بازگشت‌ها» را در حرکت سریع چشم (REM) و خواب مرحله ۱ تسهیل می‌کند؛ پس از سرکوب REM و خواب مرحله ۱ در نیمه اول یک دوره خواب ۸ ساعته، REM و خواب مرحله ۱ به‌طور قابل توجهی در نیمه دوم افزایش می‌یابد. دوزهای متوسط الکل همچنین خواب موج آهسته (SWS) را در نیمه اول یک دوره خواب ۸ ساعته افزایش می‌دهند. افزایش REM خواب و SWS پس از مصرف متوسط الکل با کاهش فعالیت گلوتاماترژیک به وسیله آدنوزین در سیستم عصبی مرکزی روی می‌دهد. علاوه بر این، تحمل به تغییرات در حفظ خواب و ساختار خواب در طی ۳ روز مصرف الکل قبل از خواب گسترش می‌یابد.

## مصرف الکل و بهبود خواب
دوزهای پایین الکل (یک لیوان ۳۶۰٫۰ میلی‌لیتر (۱۳ اونس بریتانیا؛ ۱۲ اونس آمریکا) آبجو) با افزایش زمان کل خواب و کاهش بیداری‌ها در طول شب، باعث بهبود خواب می‌شود. مزایای خواب‌آوری الکل در دوزهای متوسط و بالاتر الکل (دو ۱۲ اونس آبجو و سه ۱۲ اونس آبجو به ترتیب) از بین می‌روند. تجربه قبلی فرد با الکل همچنین تعیین می‌کند که آیا الکل برای فرد یک «خواب‌آور» یا «مختل‌کننده خواب» است یا خیر. در شرایط انتخاب آزاد، که در آن شرکت‌کنندگان بین نوشیدن الکل یا آب انتخاب می‌کنند، افراد با سابقه کم مصرف الکل تحت تأثیر آرامش قرار می‌گیرند در حالی که افراد با سابقه طولانی پس از مصرف الکل تحریک می‌شوند. در بی‌خوابی، دوزهای متوسط الکل به بهبود حفظ خواب کمک می‌کنند.

## مصرف الکل و خستگی
خواب‌آلودگی بر شدت مصرف الکل تأثیر می‌گذارد. شرایط کم‌خوابی باعث افزایش دفعات مصرف الکل می‌شود. افزایش مصرف الکل در ماه‌های زمستان برای ساکنان مناطق شمالی به افزایش خستگی نسبت داده می‌شود.

## ترک الکل و اختلالات خواب
اختلالات خواب و هورمونی پس از ترک مصرف مزمن الکل، بزرگ‌ترین موارد پیش‌بینی شده برای عود هستند. در طول دوره پرهیز، الکلی‌های در حال بهبودی در ابتدای یک دوره خواب، ترشح ملاتونین کمتری دارند که منجر به افزایش زمان خواب می‌شود. افزایش کورتیزول و دمای مرکزی بدن در طول دوره خواب به حفظ خواب ضعیف کمک می‌کند. الکلی‌های در دوره پرهیز تمایل دارند نسبت به افراد عادی گروه کنترل خواب سبک‌تر و منقطع‌تری دارند. تحقیقات نشان می‌دهد که ممکن است بازگشت خواب به حالت طبیعی در الکلی‌های در دوره پرهیز به یک تا دو سال زمان نیاز داشته باشد و برای برخی ممکن است هرگز به حالت طبیعی بازنگردد.